# SC Vöhringen
Der Sportclub Vöhringen 1893 e. V.  ist ein Sportverein aus der schwäbischen Stadt Vöhringen. Er entstand im Oktober 1970 durch die Fusion des TSV Vöhringen 1893, den Kickers Vöhringen und dem RSV Vöhringen. Mit mehr als 3000 Mitgliedern ist der SCV einer der größten Vereine im Landkreis Neu-Ulm.

## Abteilungen

### Handball
Von der Handballabteilung des SCV nehmen 2 Herrenmannschaften, 2 Damenteam, 1 AH-Mannschaft und mehrere Jugendmannschaften am Spielbetrieb teil.
Von 1992 bis 1996 spielte die 1. Mannschaft in der Süddeutschen Regionalliga. Nach einem Jahr in der Oberliga Baden-Württemberg, erfolgte 2007 der Abstieg. Der SCV spielt seither, obwohl er ein bayerischer Verein ist, in der Württembergliga.

#### Größte Erfolge
- Württembergischer Pokalsieger 1988
- Württembergischer Meister 1992
- Württemberg Liga Meister 2006
- Aufstieg in die Regionalliga 1992
- Bezirkspokalsieger 2003, 2006, 2018

### Fußball
Seine Blütezeit hatten die Fußballer in den 30er bis 50er Jahren noch als FV Kickers Vöhringen. Damals verpasste man mehrmals nur knapp den Aufstieg in die Gauliga Württemberg (eine der damals höchsten deutsche Spielklasse). Nach dem Abstieg aus der Landesliga 2005, stürzte die 1. Mannschaft bis in die Kreisliga A 3 Iller ab. 2012 gelang wieder der Aufstieg in die Bezirksliga. Im Jugendbereich kooperiert man mit dem FV Bellenberg.

### Leichtathletik
Die Leichtathletikabteilung des SCV konnte bereits mehrere bayerische, süddeutsche und deutsche Meister hervorbringen. Deutsche Meistertitel gab es so beispielsweise im Speerwurf durch G. Saegeler (M55), Erwin Nothelfer über 10.000 m, Günther Kohl über 5000 m, Alfred Rupp über 1500 m (jeweils Junioren) und für die 4 × 100-m-Staffel der Damen(W30). 1975 wird Günther Kohl Deutscher Meister im Crosslauf. Erwin Nothelfer wird über 5000 m Süddeutscher Meister. Mehrere SCV-Athleten starteten auch bei Internationalen Wettkämpfen für Deutschland.

### Tischtennis
Obwohl Vöhringen eigentlich in Bayern liegt, treten die Tischtennisteams im TTVWH, dem Tischtennisverband Württemberg-Hohenzollern, an. Mit fünf Jungen U18 Mannschaften und einem Jungen U12 Team zählt der Vöhringen zu einem der größten Jugendvereine im Bezirk Ulm. In der Saison 2019/2020 spielt der Verein mit einer Mannschaft in der Landesklasse, der zweithöchsten Jugendspielklasse. Neben den U18 Teams, gehen auch zwei Herrenmannschaften im roten SCV Dress an die Platten. Durch die Meisterschaft in der Saison 2018/2019, konnte sich die erste Herrenmannschaft in die Bezirksklasse spielen.

### Weitere Abteilungen
- Aikido
- Basketball
- Bogenschützen
- Herzsport
- Kegeln
- Radsport
- Skisport
- Sportklettern
- Breitensportgruppe (Gymnastik/Lauftreff)
- Stockschießen
- Taekwondo
- Tanzsport
- Tennis
- Turnen
- Volleyball

## Bekannte Sportler
- Verena Sailer, Leichtathletik
- Winfried Gogg, Handball

## Spielstätte
Seine Heimat hat der SC Vöhringen im Karl-Eychmüller-Sportpark, welcher, was die Größe angeht, in der Region seines gleichen sucht. Zum Komplex des Sportparks gehören eine Dreifachturnhalle, Ballsporthalle, Gymnastikhalle, das Karl-Eychmüller-Stadion, drei Rasenspielfelder, eine Bogenschießanlage, ein Kunststoff-Kleinfeld, zehn Tennisplätze, vier Bundeskegelbahnen, acht Sommerstockbahnen, Skateboardanlage, eine Streetballanlage, ein Beachvolleyballfeld und eine Sportgaststätte. Der Sportpark ist nach dem ehemaligen Vorsitzenden der Wieland-Werke, Karl Eychmüller, benannt.